# Ешбах (Рейн-Лан)
Ешбах (нім. Eschbach) — громада в Німеччині, розташована в землі Рейнланд-Пфальц. Входить до складу району Рейн-Лан. Складова частина об'єднання громад Наштеттен.
Площа — 2,58 км2. Населення становить 156 ос. (станом на 31 грудня 2020).